# Aldona Wojciechowska
Aldona Wojciechowska (lit. Aldona Vaicekauskienė; ur. 22 maja 1952 w Wojtokiemiach) – nauczycielka i etnografka, działaczka na rzecz mniejszości litewskiej w Polsce.

## Biografia
Dorastała w pięcioosobowej rodzinie. Uczęszczała do szkoły podstawowej w Wojtokiemiach i Liceum Ogólnokształcącego w Puńsku. Studiowała edukację techniczną w filii białostockiej Uniwersytetu Warszawskiego, a trzy lata później na Instytucie Pedagogicznym w Opolu. Od 1976 pracowała w puńskiej Szkole Rolniczej i puńskim Liceum Ogólnokształcącym.
W 1988 roku założyła folklorystyczny zespół pieśni i tańca dla dorosłych o nazwie „Gimtinė”. W 1992 roku stworzyła i przez lata prowadziła zespół dla dzieci „Šalcinukas”.
W 1995 roku, w ponad 100-letnim budynku, założyła izbę regionalną „Stara Plebania” w Puńsku. W początkowych latach było głównie miejscem spotkań dla zespołów i grup związanych z lokalną sztuką i kulturą ludową. Zebrane przez lata eksponaty są prezentowane w ramach galerii-muzeum „Stara Plebania” znajdujący się w tym samym miejscu.
Od początku, tj. od 18 kwietnia 2003 jest prezeską Stowarzyszenia Litewskiej Kultury Etnicznej w Polsce.
W 2019 wystąpiła w filmie dokumentalnym z serii Szlakiem Kolberga realizowany przez TVP Kultura. Wojciechowska wystąpiła tutaj razem z piosenkarką o litewskich korzeniach – Reni Jusis. W 2025 otrzymała Nagrodę im. Oskara Kolberga „Za zasługi dla kultury ludowej”.

## Publikacje
- Asta Veverskytė, Aldona Vaicekauskienė. Punsko, Seinų krašto vestuvinės dainos, Aušra, Puńsk, 1994.
- Aldona Wojciechowska, Punsko ir Seinų krašto vestuviniai papročiai, Aušra, Puńsk, 1994.
- Aldona Wojciechowska, Tradiciniai audiniai. Tkaniny tradycyjne. (Katalogas), Aušra, Puńsk, 1997.
- Aldona Wojciechowska, Tradicinės kultūros pėdsakais. „Žalioji rūta”. Sladami kultury tradycyjnej. „Zielona ruta”, Aušra, Puńsk, 2002.
- A. Wojciechowska, N. Sidarienė, R. Vitkauskas (sud.), Žolinė Punske. Zielna w Puńsku, Aušra, Puńsk, 2004.
- A. Wojciechowska i N. Sidarienė, Velykų papročiai ir tradicijos, Aušra, Puńsk, 2005.